# Séisme de mai 1751 à Concepción
Le séisme de mai 1751 à Concepción est l'un des tremblements de terre les plus puissants et les plus destructeurs de l'histoire du Chili. Il frappe la vallée centrale du pays et détruit les villes de Concepción, Chillán, Cauquenes, Curicó et Talca.
Il existe une controverse quant à sa date exacte, qui est probablement le 24 mai 1751, mais le 23 ou le 25 sont également évoqués.
La région de Concepción est soumise à un risque sismique important : outre celui de 1751, les séismes de février 1570, de février 1835 et de mai 1960 ont été destructeurs.
Ce séisme entraîne le déplacement de la ville de Concepción, reconstruite à son emplacement actuel. L'ancien site de la ville est occupé par la ville actuelle de Penco.